# Tunhuang
Tunhuang (kínai: 敦煌市) megye szintű város Kína Kanszu tartományának nyugati peremén, a Góbi-sivatag szélén. 
A selyemút kereskedelmi karavánjainak egyik fontos megállóhelye és ellenőrző pontja volt. Kínai helyőrségi központ volt, de a Belső-Ázsiából és Indiából érkező karavánok útvonala is erre vezetett. A hely jelentőségét az adta, hogy a Kelet-Turkesztán felé vezető úgynevezett selyemút Tunhuang közelében válik szét két ágra, hogy északról, illetve délről megkerülje a félelmetes Takla-Makán sivatagot. 
Tunhuangtól délkeletre mintegy 15 kilométer távolságban egy sziklafalban találhatók az „Ezer Buddha barlangtemplomok” (Mokao-barlangok), melyek nagyrészt kis kápolna méretűek, falaik tele vannak aprólékos falfestményekkel és ember-nagyságú festett szobrokkal, melyekből legtöbb a Dunhang oázisban található. 
A 4. század közepétől virágzó buddhista közösség élt itt, melynek tagjai mintegy ezer éven keresztül építették és díszítették a barlangszentélyeket. Ma 492 barlangban 45 ezer négyzetméternyi falfestmény és több mint 2000 stukkó szobor alkotja azt a csodálatos művészeti együttest, melyet a világ legkülönlegesebb buddhista művészeti galériájaként tartanak számon.
1900-ban egy taoista szerzetes felfedezett a Mokao-barlangokban egy titkos üreget, amelynek bejáratát a 11. században zárták le. A rejtekhely a rendkívüli szárazság következtében több tízezer kéziratot, valamint selyemfestmények kivételes gyűjteményét őrizte meg igen jó állapotban. A kéziratokon kívül a barlangkönyvtárban találták meg a világ legrégibb nyomtatott könyvét: a 868. május 11-re datált Gyémánt szútrát. Ennek a fedőlapja egyben a legrégebbi fennmaradt kínai fafaragvány.

## Galéria

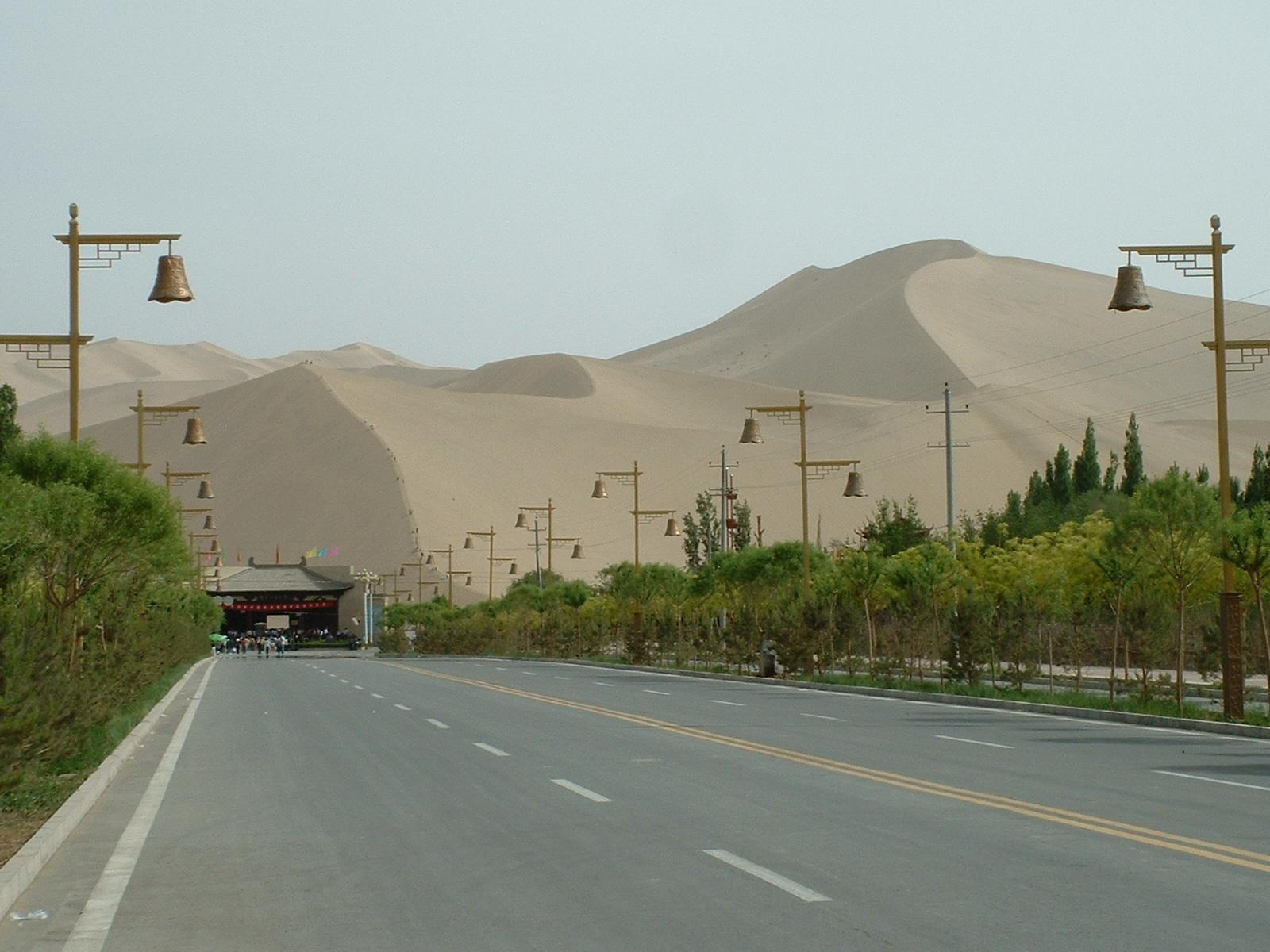
Az „éneklő homokdűnék” a Kumtag sivatag keleti végén, Tunhuang közelében
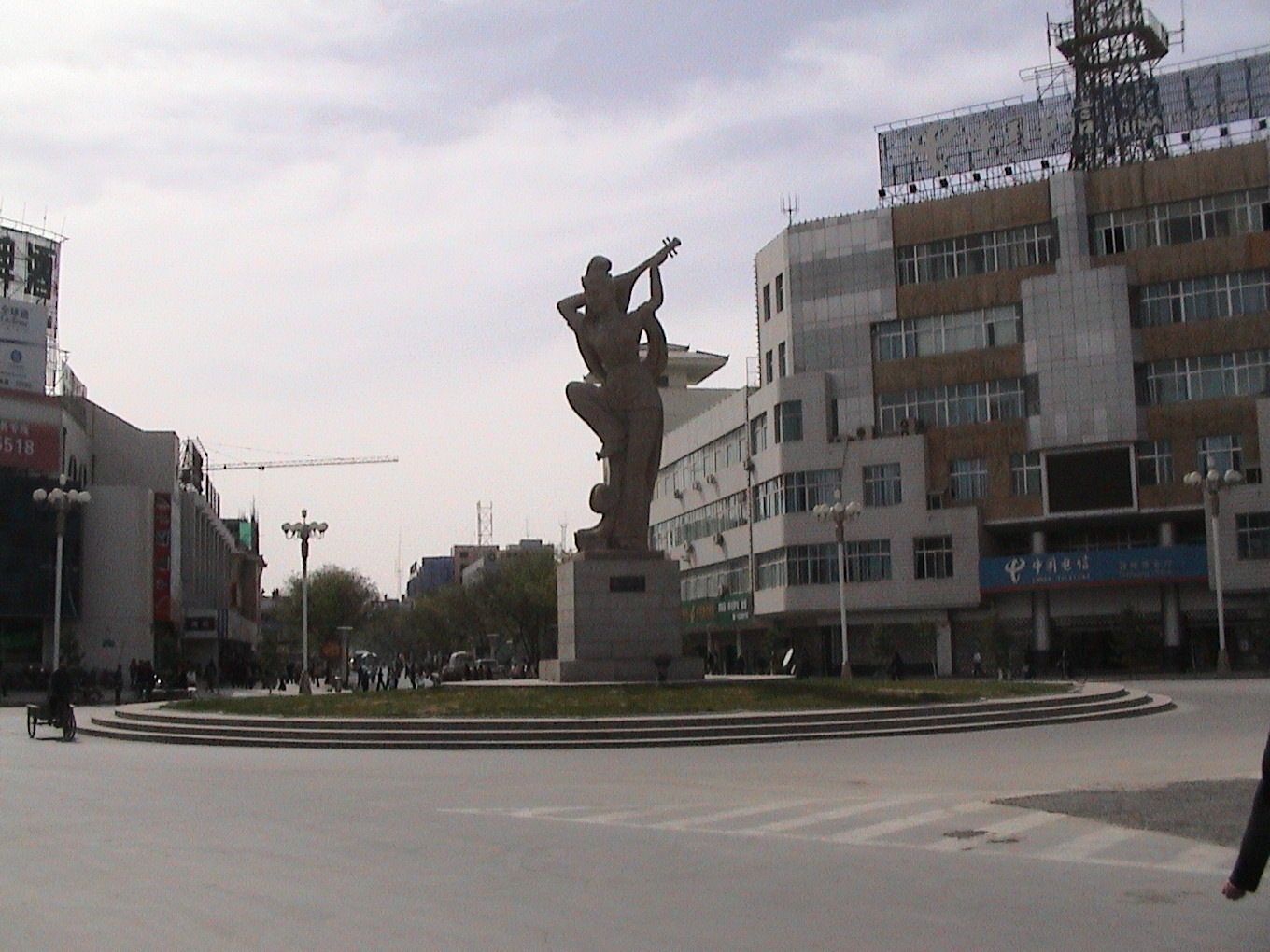
A Mokao-barlangokból származó szobor Tunhuangban
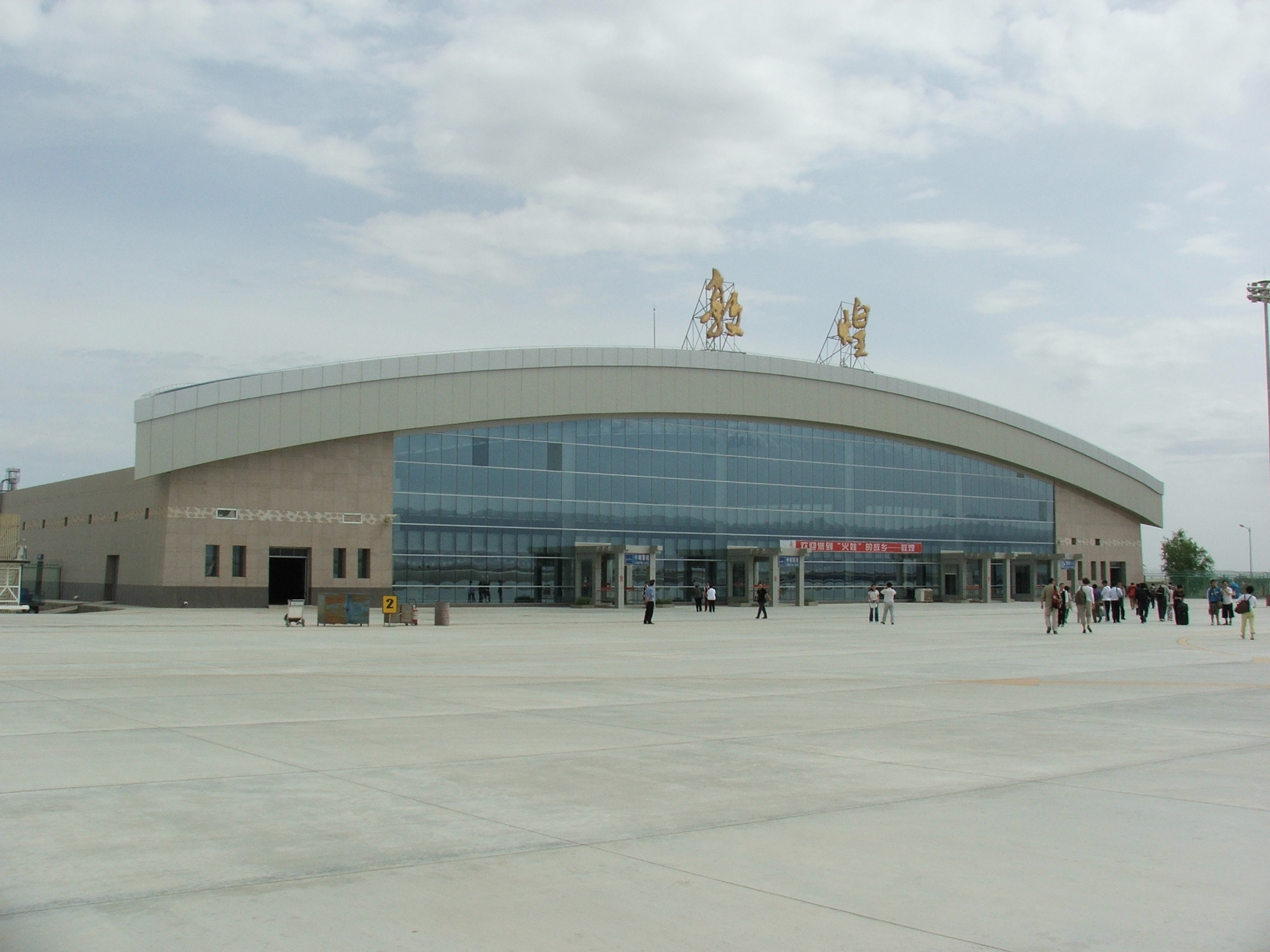
A tunhuangi reptér.
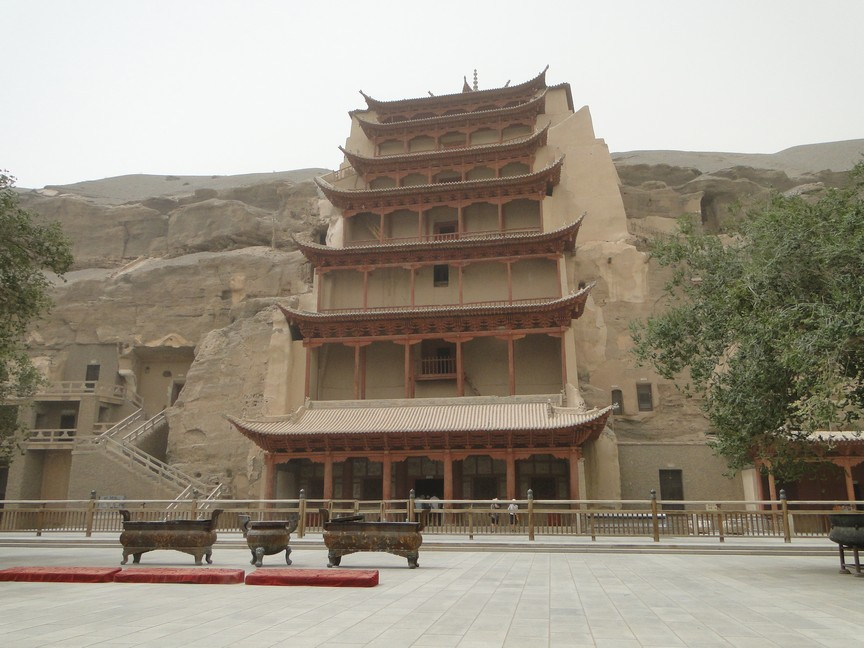
Mokao-barlangok